# Raya Krueng Seumiden
Raya Krueng Seumiden is een bestuurslaag in het regentschap Pidie van de provincie Atjeh, Indonesië. Raya Krueng Seumiden telt 132 inwoners (volkstelling 2010).